# Тоношьо (Каґава)

Тоношьо́ (яп. 土庄町, とのしょうちょう, МФА: [tonoɕoː t͡ɕoː]?) — містечко в Японії, в повіті Шьодзу префектури Каґава. Розташоване в північно-східній частині префектури. Отримало статус містечка 1963 року. Площа становить 74,39 км². Станом на 1 липня 2012 року населення складало 14 650  осіб, густота населення — 197 осіб/км².   